# Anders Chydenius-stiftelsen
Anders Chydenius-stiftelsen (finska: Anders Chydenius-säätiö) är en finländsk stiftelse. 
Stiftelsen, som har sitt säte i Karleby, grundades 2001 av Karleby stad och Chydenius-institutet för att omhulda arvet efter Anders Chydenius. Syftet med stiftelsen är att utgående från Chydenius idéer och tradition främja debatten om den fria ekonomin och dess följder samt att påverka beslutsfattandet rörande dessa genom att lägga vikt vid de etiska värderingarna. Stiftelsen utger publikationer, finansierar forskning och arrangerar diskussionsmöten för internationella sakkunniga och opinionsbildare inom olika områden. Den egentliga verksamheten inleddes 2003, då det hade förflutit 200 år sedan Chydenius död. I styrelsen sitter personer från både Finland och Sverige.